# ميخائيل تيت (لاعب كرة قدم)
ميخائيل تيت (بالإنجليزية: Michael Tait) هو لاعب كرة قدم بريطاني في مركز لاعب وسط، ولد في 29 يناير 2001 في إنجلترا في المملكة المتحدة. لعب مع أستون فيلا.

## وصلات خارجية
- ميخائيل تيت (لاعب كرة قدم) على موقع قاعدة بيانات كرة القدم.إي يو (الإنجليزية)
- ميخائيل تيت (لاعب كرة قدم) على موقع Soccerbase.com (لاعب) (الإنجليزية)
- ميخائيل تيت (لاعب كرة قدم) على موقع Soccerway.com (الإنجليزية)